# Histoire des Juifs à Szczecin
L'histoire des Juifs à Szczecin ou Stettin débute dès le haut Moyen Âge, mais la constitution d'une véritable communauté n'intervient qu'après les lois d'émancipation en Prusse au début du XIXe siècle. Forte au maximum d'environ 2 800 membres, elle est très active sur le plan social, culturel et politique, tout en ne représentant cependant qu'un très faible pourcentage de la population de la ville. La communauté est exterminée pendant la Shoah. Après la Seconde Guerre mondiale, Szczecin devient la plaque tournante des Juifs de l'Est désirant émigré soit vers l'Europe de l'Ouest ou les Amériques, soit vers le futur état d'Israël.  
Szczecin est la septième plus grande ville polonaise, chef-lieu de la Voïvodie de Poméranie-Occidentale et l'un des principaux ports de Pologne. La ville compte actuellement environ 400 000 habitants.
La ville est allemande sous le nom de Stettin jusqu'en 1945 (province de Poméranie de l'État libre de Prusse), et polonaise sous le nom de Szczecin depuis la conférence de Potsdam (1945). Les Allemands qui composaient la majorité de la population de la ville sont alors expulsés et remplacés par des Polonais. 

## Histoire des Juifs à Szczecin

### Du Moyen Âge aux édits d'émancipation
L'installation des juifs à Stettin remonte au haut Moyen Âge. Les premiers commerçants juifs apparaissent en Poméranie dès le Xe siècle. Le duc Barnim Ier accorde un privilège spécial aux Juifs en 1261, qui leur accorde l'égalité des droits avec les citoyens du duché de Poméranie. Ils ont aussi accès aux services publics. Ces droits sont accordés car la ville est soumise au droit de Magdebourg. Le privilège accordé par Barnim Ier est confirmé par les ducs suivants: Othon Ier le 21 septembre 1308, par Casimir IV et par  Świętobór Ier en 1371.
Au XIIIe et XIVe siècles, les Juifs commencent à s'installer dans les villes de Poméranie en obtenant des permissions individuelles. La majorité sont de riches marchands. En 1325, grâce à l'intervention de deux ducs poméraniens Barnim III et Othon Ier et le paiement d'une importante somme, un commerçant fortuné obtient le privilège de s'installer à Stettin avec sa famille. Malgré cela, il n'a pas l'autorisation d'acheter des biens immobiliers. En 1481, le duc Bogusław X émet une directive limitant l'installation des Juifs en Poméranie, conduisant à une persécution de Juifs.  
En 1492-1493, les Juifs doivent quitter le duché de Poméranie. Ils ne pourront y retourner qu'au XVIIe siècle, mais on ignore si cela concerne toutes les villes de Poméranie dont Stettin. 
Après la conquête de Stettin par les Suédois en 1630, lors de la guerre de Trente Ans, la ville est donnée à la couronne suédoise par le traité de Westphalie signé à Osnabrück en 1648. Les Juifs ont alors interdiction de rester en ville, et ne peuvent y entrer que sous certaines conditions. Ils s'installent donc dans des villages en périphérie de la ville. Pendant la guerre avec la France, les troupes du Brandebourg conquièrent Stettin le 22 décembre 1677. Stettin reste sous gouvernance brandebourgeoise jusqu'au traité de paix signé à Saint-Germain-en-Laye en juin 1679 entre le Brandebourg et la Suède, dans lequel l'électeur du Brandebourg renonce aux territoires conquis, dont Stettin, au profit de la Suède.  La situation de la communauté juive ne change pas. Les Juifs n'ont l'autorisation d'entrer dans la ville que dans des cas bien précis, après avoir obtenu un permis spécial, souvent valable pour un ou deux jours, comme pour une convocation à un procès. Selon un document daté du 11 janvier 1678, le major général Schwerin expulse de la ville le Juif Moses Helmsted, qui y séjournait illégalement. Selon une réglementation de 1683, un Juif seulement est autorisé à s'installer à Stettin, pour superviser la commercialisation du vin cacher pour le compte du rabbinat de Berlin.
Lors de la grande guerre du Nord, la Prusse conquiert Stettin en 1713, qui lui est accordé par le traité de Stockholm de 1720. Dans un premier temps, le pouvoir prussien ne change pas la situation des Juifs. En 1721, le roi de Prusse Frédéric-Guillaume interdit aux Juifs de s'installer dans les villes servant de place forte, dont Stettin.
En 1761, Frédéric-Guillaume confirme le privilège de Stettin qui interdit aux Juifs de participer aux foires locales. Seuls les Juifs se livrant à des opérations de change ou au commerce de métaux précieux sont autorisés à rester en ville pendant un ou deux jours. L'année suivante la limitation en durée est abolie et ceux-ci peuvent dès lors rester plus longtemps sous condition de l'obtention d'un permis à leur nom. 
Au XVIIe siècle, les Juifs sont occasionnellement employés à l'atelier monétaire de Stettin. En 1753, le médailleur Jakob Abraham de Strelitz, qui frappe monnaie et médailles, travaille à Stettin où à la même époque Moses Isaak et Daniel Itzig fournissent argent et or à l'atelier monétaire.
Entre 1772 et 1774, les livres municipaux mentionnent la présence de trois habitants juifs. D'autres Juifs sont autorisés à rester en ville jusqu'à la tombée de la nuit en présentant un permis spécial. Un autre décret de 1784 confirme que les Juifs ne sont pas les bienvenus dans les villes de Elbing (Elbląg), Magdebourg et Stettin. 

### Des décrets d'émancipation à l'arrivée au pouvoir des nazis en 1933
La situation des juifs prussiens change au début du XIXe siècle. Après les guerres napoléoniennes, les autorités prussiennes promulguent un premier édit en 1808 faisant des Juifs des habitants légitimes de la ville et en 1812 un édit d'émancipation rédigé par le duc Karl August von Hardenberg et signé par Frédéric-Guillaume III, accorde des droits de citoyen aux Juifs, y compris le droit de s'installer librement en ville et d'y acheter des maisons et commerces. Ils ont aussi la possibilité d'effectuer leur service militaire. Ces dispositions libérales entrainent un afflux de Juifs dans la ville qui, jusqu'en 1813 n'était habitée que par une seule famille juive, celle de Chaim Coeslin, qui était chargé par le rabbinat de Berlin de contrôler le commerce du vin cacher. En 1820, le nombre d'habitants juifs s'élève à 106. Et dans les années suivantes le flux ne se tarit pas, spécialement en provenance de la région de Posen (Poznań).
Les Juifs s'installent en ville, non seulement en raison de l'abolition des restrictions légales, mais aussi en raison de la fin du blocus continental durant les guerres napoléoniennes, qui apporte une nouvelle prospérité à Stettin. Après le percement du canal de Bromberg (Canal de Bydgoszcz) connectant l'Oder et la Vistule, Stettin se retrouve dans une meilleure position commerciale que Danzig (Gdańsk) ou Königsberg (Kaliningrad). Le développement de l'industrie, du commerce et de l'artisanat encourage les gens à s'installer à Stettin. En 1834, 315 Juifs habitent Stettin.

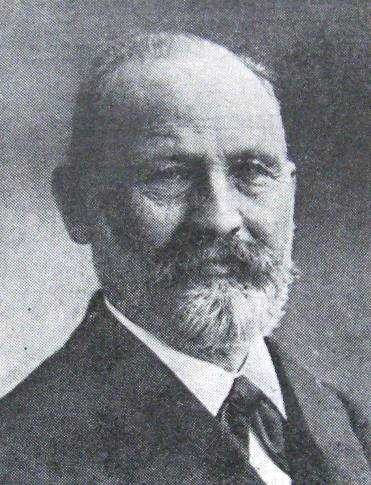
Heinemann Vogelstein, rabbin de Stettin de 1880 à sa mort en 1911

Le 1er juillet 1816, les Juifs de Stettin fondent l'Association juive qui au début compte 18 membres. Peu de temps après l'association est transformée en communauté juive. Celle-ci va employer de nombreux rabbins éminents tels que Wolf Alois Meisel (1815-1867), Abraham Treuenfels (1818-1879), Heinemann Vogelstein (1841-1911), Moses Worms (1864-1920), Max Weiner (1882-1950), Dagobert Nellhaus (1891-1980), Max Elk (1898-1984) ou Karl Richter (1910-2005).  
À partir de 1840 la communauté de Stettin, en raison de son statut est appelée: Israelitische Gemeinde (Communauté israélite), tandis qu'à partir de 1856 elle prend le nom de Synagogen-Gemeinde (Communauté synagogale). Au début, elle regroupe 40 familles. Son activité en plus d'être religieuse, concerne entre autres l'organisation de nombreux évènements culturels, des actions caritatives et le développement de l'éducation. La communauté, en plus des membres de son comité, emploie de nombreux employés tels que les rabbins, les enseignants, les bouchers, les organistes et les chefs de chœur. Un des membres les plus éminents de la communauté de Stettin est Nathan Marx  (1873-1929),, qui est arrivé avec sa femme Grete de Mayence. Il est le fondateur d'une usine moderne et prospère de textile pour les habits. En tant que mécène, il apporte son soutien au peintre et graveur Lesser Ury. Un portrait de Nathan Marx lui-même a été réalisé par un des représentants les plus fameux de l'impressionnisme allemand, le peintre et graveur Max Liebermann. Marx, en tant que sioniste, appartient à la minorité dans la communauté de Stettin.  
Au XIXe siècle, la communauté de Stettin se structure. En 1822, est fondée la Hevra Kaddisha (Société du dernier devoir), en 1854 l'orphelinat et en 1889 la maison de retraite ouvrent leur porte. En 1816, la communauté achète un terrain pour un petit cimetière et la synagogue qui sera construite en 1834-1835. Initialement le bâtiment est en bois et situé sur l'actuelle rue Podgórna.  
Bien que l'édit promulgué en 1812 soit un tournant pour la population juive, l'émancipation complète des Juifs dans le royaume de Prusse n'arrive que quelques décennies plus tard. Ce n'est qu'en novembre 1847 que le roi Frédéric-Guillaume IV publie le Gesetz über die Verhältnisse der Juden (Loi sur la condition des Juifs) qui donne aux citoyens juifs la complète égalité par rapport aux chrétiens en ce qui concerne les droits civiques et politiques. Ce document réglemente de nombreux sujets légaux concernant l'organisation et le fonctionnement des communautés juives. Il donne à celles-ci un statut de société de droit public, avec leur propre statut et sans hiérarchie religieuse supérieure. En 1850, le parlement prussien adopte une nouvelle constitution qui finalement confirme l'octroi des droits civiques aux Juifs.  

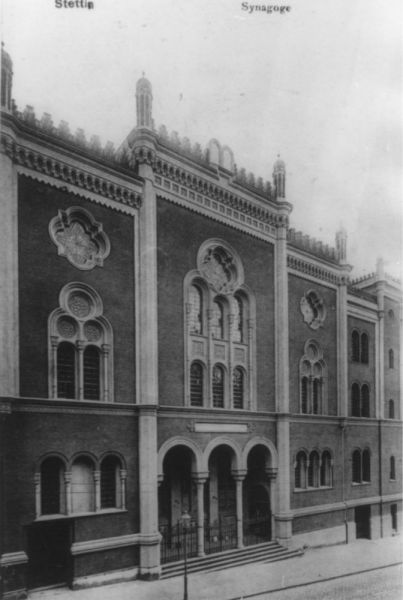
Nouvelle synagogue de Stettin

Toutes ces lois encouragent les Juifs à s'installer à Stettin. En 1840, la ville compte 381 Juifs. En 1849, ils sont 726, en 1871: 1 823 et en 1880: 2 338 pour une population totale d'environ 88 000 habitants,.
À la suite du développement de la communauté, il est décidé de construire une nouvelle synagogue plus importante. En 1873, à la demande de 1 650 membres de la communauté, 900 hommes et 750 femmes, la construction de la nouvelle synagogue commence rue Dworcowa, selon les plans de Conrad Kruhl, architecte en chef de la ville de Stettin. Celle-ci possède 1 600 sièges et à un espace additionnel pouvant accueillir une centaine de personnes debout.
Au milieu du XIXe siècle, les Juifs les plus fortunés habitent près de l'Oder, entre les rues actuelles Wyszyński, Farna et Wyszaka et dans la partie sud-ouest de Stettin près du port dans la Nowe Miasto (Nouvelle ville) et à Górny Wilk. En 1910, 2 757 Juifs habitent Stettin, mais ce nombre va commencer à décroitre légèrement, et en 1925 ils ne sont plus que 2 615.  En 1930, on en compte 2 703 et en 1932 2 630. Par rapport aux autres communautés de Poméranie, la communauté juive de Stettin est relativement importante et offre une vie culturelle florissante. De nombreuses associations sociales, caritatives, politiques ou sportives existent comme: la Central-Verein deutscher Staatsbürger jüdischen Glaubens (Association centrale des citoyens allemands de religion juive); le Reichsbund jüdischer Frontsoldaten (Confédération du Reich des soldats juifs du front); le Verband Nationaldeutscher Juden (Fédération des Juifs nationaux allemands); la Stettiner Zionistische Vereinigung (Association sioniste de Stettin); la Israelitischer Frauenverein (Association des femmes israélites); un club d'aviron Viadrina et un club de tennis 1924.  

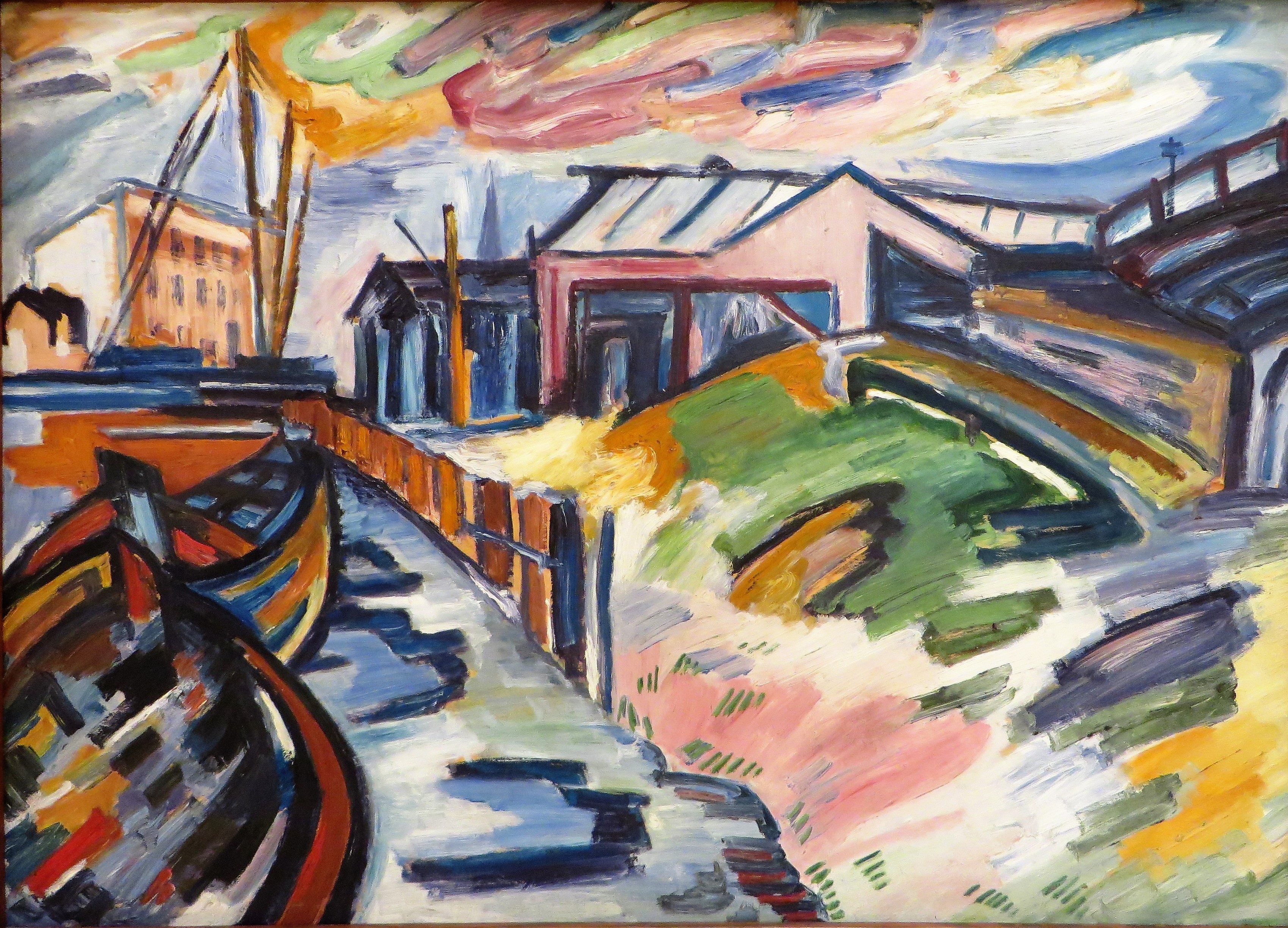
Port de Stettin par Julo Lewin - 1929

La vie artistique est foisonnante. L'auteur des plus belles vues du port de Stettin est le peintre juif Julo Levin. En 1928, une bibliothèque avec plus de 1 500 livres et magazines est ouverte. À partir de 1929, un journal juif est publié par la communauté, qui en 1935 a une circulation de 1 200 copies. De nombreuses conférences et cours sont organisés dans la communauté par différentes associations. Après 1933, la demande pour ce type d'évènements culturels explose. La Jüdischer Kulturbund (Association culturelle juive) est alors créée, qui compte à Stettin 630 membres. Elle organise des spectacles théâtraux, des conférences, des concerts, des projections de film, etc. Elle fonctionnera jusqu'en février 1940.

### De 1933 au déclenchement de la Seconde Guerre mondiale
À l'arrivée au pouvoir du parti nazi en Allemagne en 1933, une des premières décisions prises, est d'éliminer les Juifs de la vie publique et politique. En 1934-1935, des manifestations anti-juives visant les commerçants, les docteurs et les avocats d'origine juive sont organisées à Stettin. En 1935, toute une série de décrets étatiques ou locaux visent les Juifs. Ils ont l'interdiction d'organiser des rassemblements politiques, et d'utiliser les établissements sportifs. Les avocats allemands ne peuvent plus représenter de clients juifs. Les docteurs juifs sont expulsés des cliniques et hôpitaux. En mars 1935, les commerces juifs sont boycottés et le 26 aout 1935, le registre juif est introduit à Stettin. Dès 1934, la Gestapo surveille les organisations juives. Malgré cela, les Juifs tentent de se défendre. Les entrepreneurs juifs de Stettin portent plainte contre les mesures discriminatoires des autorités. Le commerçant Blochert demande le retrait du panneau interdisant aux Allemands d'acheter dans sa boutique. Un autre commerçant veut interdire aux Jeunesses hitlériennes de défiler devant son commerce et de distribuer des tracts antisémites. Les commerçants  Neumann, Rosenbaum, Otto Lindner, Max Kurnik, Hermanns, Troitzheim et les frères Karger envoient un télégramme au Ministère de l'économie pour les informer des incidents survenus à Stettin entre le 29 juillet et le 3 aout 1935. Bien que la situation se détériore rapidement à Stettin, les Juifs pour survivre essaye de continuer leur activité professionnelle, y compris les commerçants, les artisans et les usines.  

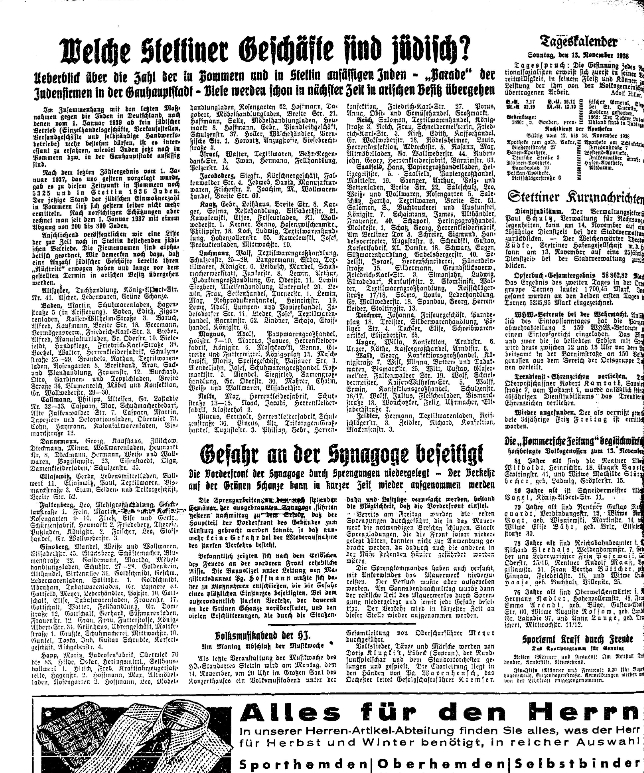
Le journal Pommersche Zeitung du 13 novembre 1938 donnant une liste de magasins juifs à boycotter

Le boycott économique contre les Juifs prive de nombreuses familles de leur ressource. Certains commerçants envisagent de vendre leurs produits en se rendant dans les villages alentour en voiture, mais les autorités retirent le permis de conduire aux Juifs. Fin 1935, les autorités commencent la procédure de liquidation des entreprises et commerces juifs. De plus en plus de membres de la communauté juive décident de fuir l'Allemagne et de se réfugier soit en Palestine soit en Europe de l'Ouest, en abandonnant leurs biens car les règles douanières imposées aux Juifs par le régime leur interdit le transfert d'argent et d'objets de valeur. Simultanément les Juifs des petites villes et villages environnants arrivent à Stettin. En 1937, les autorités arrêtent de nombreux Juifs qu'elles considèrent comme indésirables. Le 9 juin 1937, deux commerçants, Adolf Martin et Adolf Drucker, sont arrêtés sous prétexte de marché noir. En 1938, les arrestations et les persécutions deviennent un phénomène de masse.

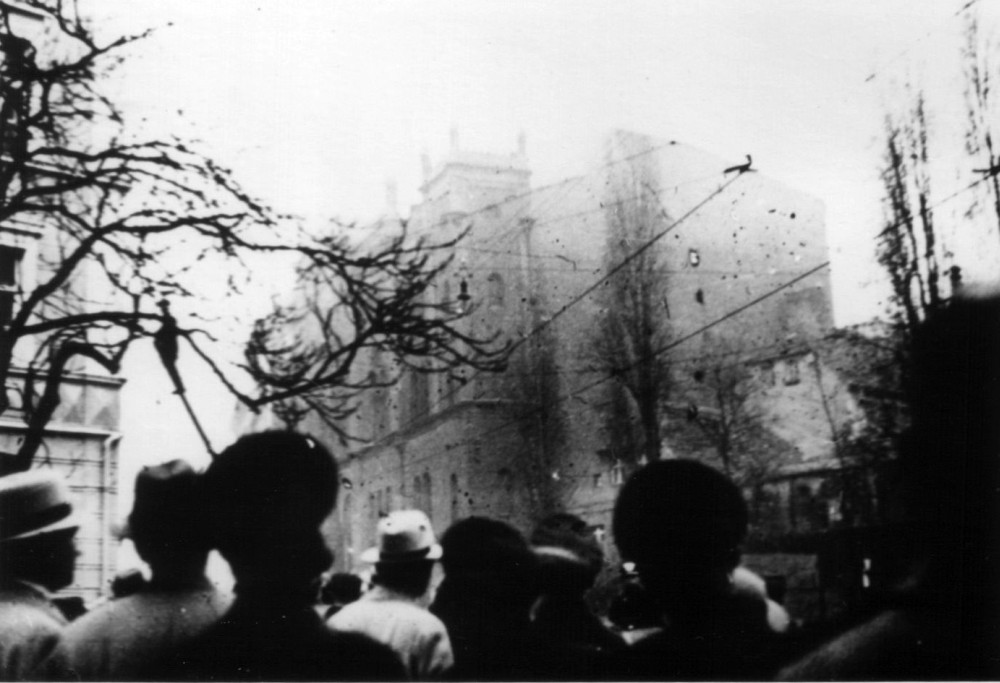
Foule assistant à l'incendie de la nouvelle synagogue lors de la nuit de cristal

Lors de la nuit de Cristal, du 9 au 10 novembre 1938, des émeutes antijuives éclatent soudainement. La synagogue est incendiée et 42 ateliers et magasins appartenant à des Juifs sont pillés et saccagés. Les vitrines du grand magasin situé dans la Große Wollweberstraße (maintenant rue Tkacka) et appartenant à Blumenreich, sont mises à sac, de même pour les magasins des frères Karger dans la Schulzenstraße (maintenant rue Sołtysia), de Rosenbaum dans la Breite Straße (maintenant rue Wyszyńskiego), ainsi que la société possédée par Labbow dans la Langebrückstraße (maintenant Nabrzeże Wieleckie), et la société de Dannemann dans la Wolffstraße (maintenant rue Dębogórska). La chapelle funéraire du cimetière juif est aussi incendiée. De nombreux hommes juifs, y compris les membres du conseil de la communauté, sont arrêtés et transportés au camp de concentration de Sachsenhausen. La plupart sont libérés après avoir fourni des documents prouvant qu'ils vont quitter le pays ou qu'ils sont nécessaires à la communauté. Après la nuit de Cristal, de nombreuses familles décident de fuir l'Allemagne, craignant pour leur vie.
En 1934, le Troisième Reich retire la nationalité allemande aux citoyens allemands d'origine juive, nés en Pologne ou après 1933 en Allemagne. Il les considère comme des apatrides et leur fait subir de nombreuses brimades. Ceux-ci recherchent alors l'aide du consulat de la République polonaise qui leur conseille d'établir une communauté juive polonaise, estimée à Stettin selon le consulat à 70 familles ou 200 personnes en 1932. Le 28 et 29 octobre 1938, lors de la Polenaction de nombreux Juifs d'origine polonaise sont arrêtés et expulsés vers la Pologne via Schneidemühl (Piła). Après l'invasion de la Pologne par les Allemands, en septembre 1939, les Juifs de Stettin sont arrêtés et transportés vers le camp d'internement de Langewasser-Nuremberg.
L'émigration des Juifs allemands qui avait débuté dès 1933, prend de l'ampleur après la nuit de Cristal en novembre 1938. Trois organisations spéciales s'occupent des problèmes liés à l'émigration: Paul Hirschfeld organise le départ des membres les plus pauvres qui bénéficient de l'aide caritative de la communauté. La Hilfsverein der deutschen Juden in Stettin (Association d'aide aux Juifs allemands de Stettin) dirigée par Else Meyring, organise des départs vers les deux Amériques. La Palästina-Amt (Office de la Palestine), dirigé par Fritz Gabriel, œuvre pour permettre aux Juifs de partir en Palestine. La majorité des Juifs de Stettin qui ont quitté l'Allemagne sont allés en Palestine ou à Shanghai.
Parmi les membres du conseil de la communauté, Jacob Peiser s'installe à Tel Aviv en décembre 1937; le commerçant Max Eisenstein réussit à émigrer en Afrique du Sud en 1938; le rabbin Karl Richter est parti en Amérique en mai 1938; en 1939, le docteur Ismar Rosenberg rejoint Leeds en Angleterre et Heinz Levysohn émigre en Palestine. Malgré les persécutions et l'émigration de masse, un nouveau conseil est formé.

### La Seconde Guerre mondiale et la Shoah
Le déclenchement de la guerre accroit les persécutions contre la communauté juive, qui affectent principalement les personnes âgées ou solitaires qui n'ont pas pu ou voulu émigrer à temps. Les rapports de la Gestapo de Stettin qui ont été conservés font état des différentes arrestations.   
Les Juifs restés à Stettin sont déportés le 12 et 13 février 1940. Dans les archives du conseil juif de Lublin, 1 100 Juifs de Stettin et de plusieurs autres localités de Poméranie sont transférés à Lublin en 1940.  Beaucoup meurent durant le transfert dans des wagons sans chauffage ni nourriture. Ceux qui arrivent sont dirigés tout d'abord vers le camp de transit SS de la rue Lipowa, pour y être triés. Les malades sont envoyés à l'hôpital juif et les autres enfermés dans le ghetto de Lublin et dans les ghettos transitoires de Bełżec, Piaski et Głusk. Le 9 septembre 1940, le conseil juif de Piaski publie la liste des personnes enfermées dans le ghetto local. Cette liste comprend les noms de nombreuses personnes déportées de Stettin. 
Les 65 Juifs de Stettin détenus dans le ghetto de Głusk, avec les autres personnes enfermées dans le ghetto sont conduits le 16 octobre 1942, lors des premières déportations, au ghetto de Piaski, puis de là envoyés au camp d'extermination de Sobibór. Les Juifs de Stettin enfermés dans le ghetto de Bełżec sont transférés au camp d'extermination voisin de Bełżec le 28 octobre 1942 où ils sont assassinés. Très peu vont survivre.  
Le Département de l'émigration du Conseil juif de Lublin s'occupe des personnes enfermées dans le ghetto. Il coopère avec la Reichsvereinigung der Juden in Deutschland (Association du Reich des Juifs en Allemagne) située à Berlin et avec des organisations internationales d'aide pour les Juifs. En raison de la promiscuité, des conditions sanitaires et du peu de nourriture et de médicaments disponibles, on compte de nombreux morts dans le ghetto.
Les Juifs de Stettin, enfermés dans les différents ghettos ci-dessus, sont assassinés dans les camps d'extermination de Sobibor, Bełżec et Majdanek. Seuls quelques-uns échappèrent à la mort durant la Shoah. Parmi eux, le Dr Erich Mosbach et sa famille, un dentiste travaillant dans une usine d'aviation. Après la guerre, il émigre aux États-Unis.
Les 340 Juifs de Stettin internés en 1939 et envoyés dans un camp à Langewasser-Nuremberg, sont transférés dans un camp transitoire à Schneidemühl  (Piła). On ignore dans quel camp d'extermination ils ont été assassinés. 
La communauté juive de Szczecin est officiellement dissoute. Dr Max Plaut, président de la communauté juive de Hambourg est chargé de s'assurer que toutes les formalités légales concernant cette liquidation soient bien effectuées. Le terrain appartenant à la communauté est vendu à un prix dérisoire et l'argent ainsi que tous les biens de la communauté sont versés au Reichsvertretung der Juden in Deutschland (Association du Reich des Juifs en Allemagne), et les biens personnels des Juifs de Stettin sont confisqués. Le Dr Plaut réussit à acheter pour 90 000 marks de vêtements au nom de la communauté juive de Stettin, qu'il réussit à expédier par train à Lublin pour être distribués aux déportés. Les membres restants du conseil trouvent refuge dans la maison d'un gardien de cimetière, Karl Retzlaff.

### L'après-guerre jusqu'à nos jours
En 1945, après la Seconde Guerre mondiale, la Province de Poméranie appartenant à l'Allemagne est attribuée en majorité à la Pologne lors de la conférence de Potsdam. Stettin prend le nom polonais de Szczecin.
Après la guerre, la voïvodie de Szczecin devient un des principaux centres d'implantation des Juifs ayant survécu à la Shoah. De nombreux Juifs arrivent à Szczecin, un des points de passage vers les pays occidentaux et la Palestine. Certains Juifs décident de s'installer de façon permanente à Szczecin. Ce sont principalement des rapatriés d'Union soviétique. En avril – mai 1946, 39 convois en provenance d'Union soviétique arrivent en Poméranie-Occidentale polonaise avec à leur bord 25 321 Juifs. En juin 1946, d'après le Wojewódzkiego Komitetu Żydów Polskich (WKŻP = Comité provincial des Juifs polonais), 3 951 Juifs sont installés à Szczecin. À partir de juillet 1946, ce nombre chute rapidement. À l'automne 1946, ils ne sont plus qu'environ 1 500, et ce nombre va continuer à baisser jusqu'à la fin des années 1940.    
À cette époque, la vie juive à Szczecin est centrée sur deux institutions rivales qui cherchent à obtenir le support des Juifs: le Wojewódzkiego Komitetu Żydów Polskich (WKŻP = Comité provincial des Juifs polonais) et la Żydowskie Zrzeszenie Religijne (Association religieuse juive). Le WKŻP est censé être politiquement indépendant et représenté la communauté juive entière. Cependant ses membres sont choisis en fonction de leur affiliation politique. Le comité comprend des représentants du Polska Partia Robotnicza (PPR = Parti ouvrier polonais), du Bund (Union générale des travailleurs juifs), du Poale Zion gauchiste, du Poale Zion droitiste, du Ichud ainsi que des jeunes sionistes de l'Hashomer Hatzaïr, des membres du syndicat Histadrout et des sionistes religieux de Mizrahi. Au cours des années suivantes, le WKŻP va être dominé par les communistes.
Le siège du WKŻP de Szczecin est situé rue Słowackiego. À l'initiative du Dr Adam Asnes, responsable du département culturel, un programme radio émet plusieurs fois par mois à l'intention de la communauté juive locale. Irena Dołgow-Ciring, violoniste, y est souvent invitée et se produit avec la chanteuse Roza Rajska lors de la partie artistique du programme. Le WKŻP de Szczecin s'occupe de deux théâtres, le Teatr Mały et un théâtre amateur dirigé par Austryjski. Certaines pièces sont jouées en yiddish. 
L'Association religieuse juive, située 2 rue Niemcewicza, possède deux synagogues, une ashkénaze et une  séfarade. Un abattoir rituel est situé près d'une des synagogues et la communauté possède une boucherie cachère. En plus des synagogues, il existe trois maisons de prière, situés 14 rue Słowackiego, 51/13 rue Bogusław et rue Niemcewicza. Entre 1946-1947, le poste de rabbin est occupé par Lew Rubinstein, originaire de Loutsk et sioniste convaincu, et jusqu'en 1950 par Dawid Izrael Tszarf. La communauté possède des Mikvés (bains rituels), une cuisine cachère et le service d'un shohet.  
Selon Aleksander Biełous, qui est resté à Szczecin de 1948 à juin 1950, les Juifs habitent principalement dans les quartiers de Niebuszewo, Żelechowa et à proximité à Wały Chrobrego. Les Juifs sont très impliqués dans la politique et le culturel. L'école juive Icchok Lejb Perec fonctionne jusqu'en 1969 avant d'être confisquée. On y enseigne entre autres le yiddish. Vers la fin des années 1940, le WKŻP et les partis sionistes gèrent deux pouponnières, cinq jardins d'enfants et des écoles. Les partis sionistes sont interdits par les autorités en 1949. Un club de sport juif fonctionne et une société culturelle juive fonctionnent à partir de 1947. Entre 1946 et 1947, est publié le journal juif Tygodnik Informacyjny. La Towarzystwo Szerzenia Pracy Zawodowej i Rolnej wśród Żydów w Polsce (Société pour la promotion du travail professionnel et de l'agriculture parmi les juifs de Pologne) dépendante de l'ORT, organise des conférences. Les coopératives juives jouent un rôle majeur dans la reconstruction économique de la Poméranie occidentale,.
La vie à Szczecin pour les rescapés de la Shoah

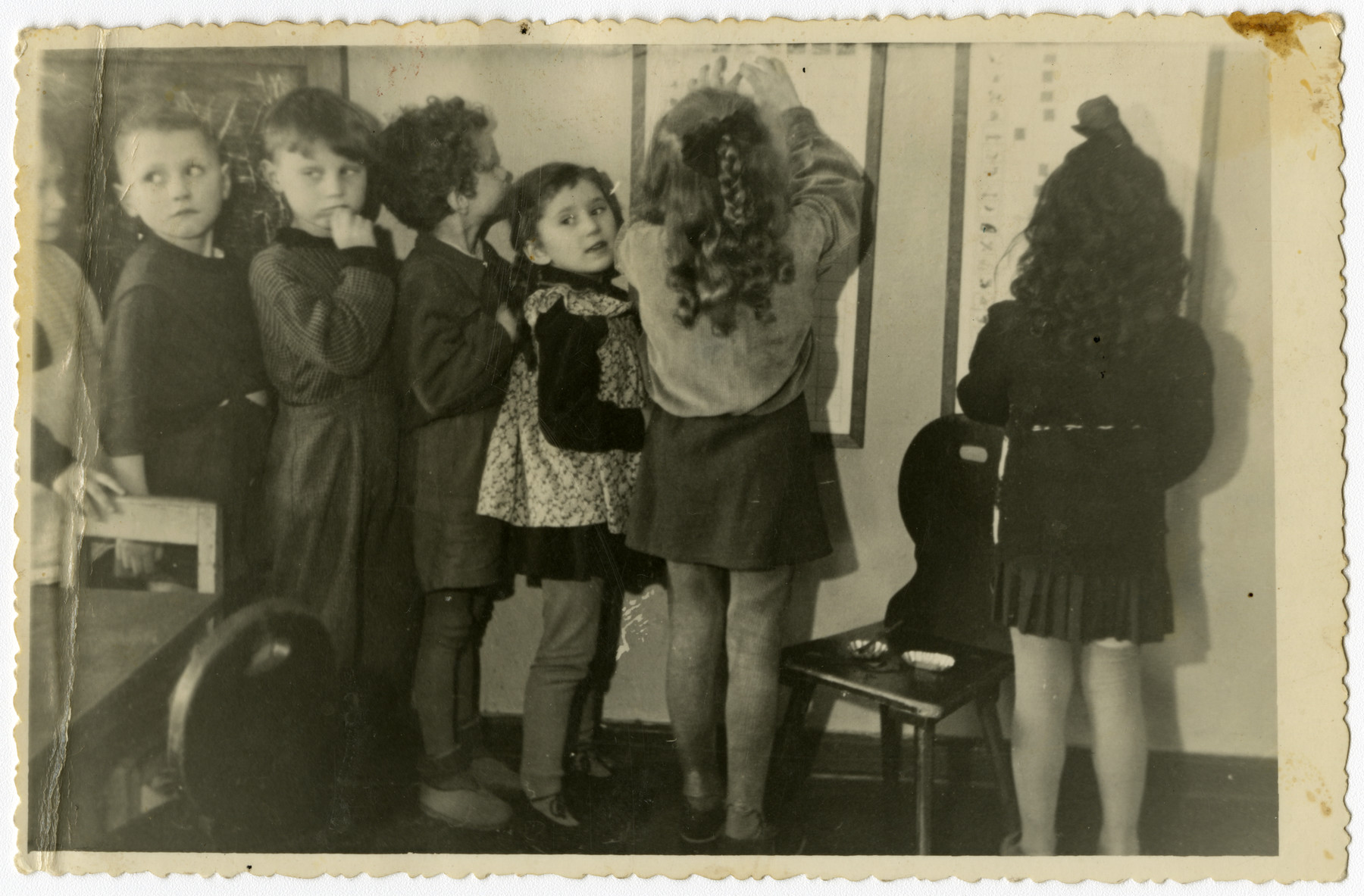
Enfants juifs dans un jardin d'enfants à Szczecin en 1950-1952
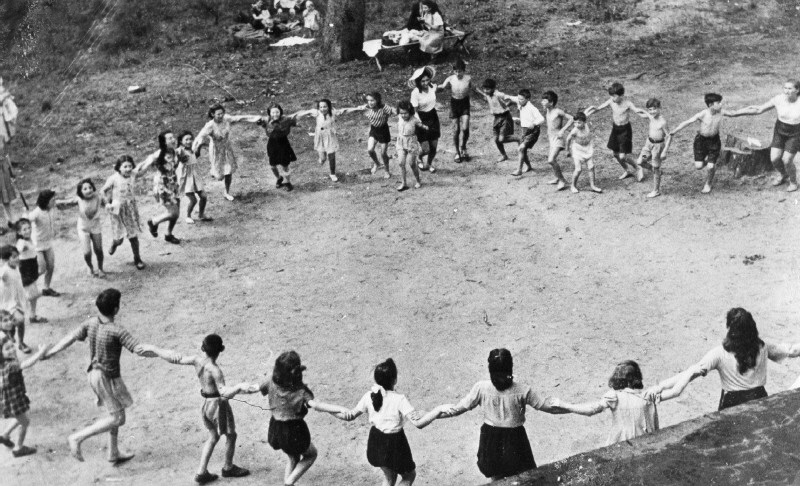
Des jeunes du mouvement Dror - Borochov dansent la hora en 1948
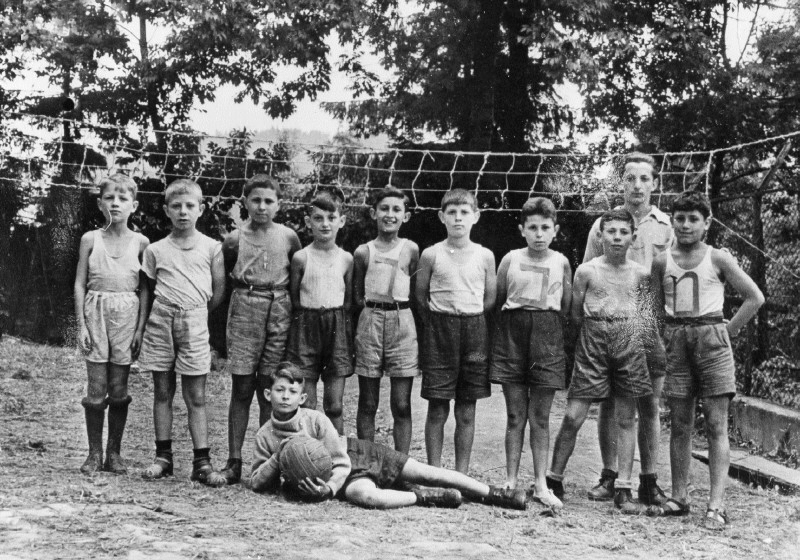
Le club Maccabi du mouvement Dror – Borochov en 1948
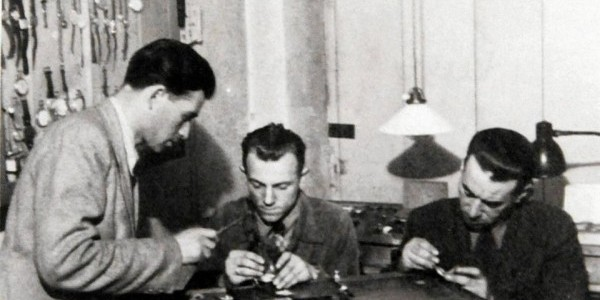
Coopérative de travail dans le district de Niebuszewo en 1945
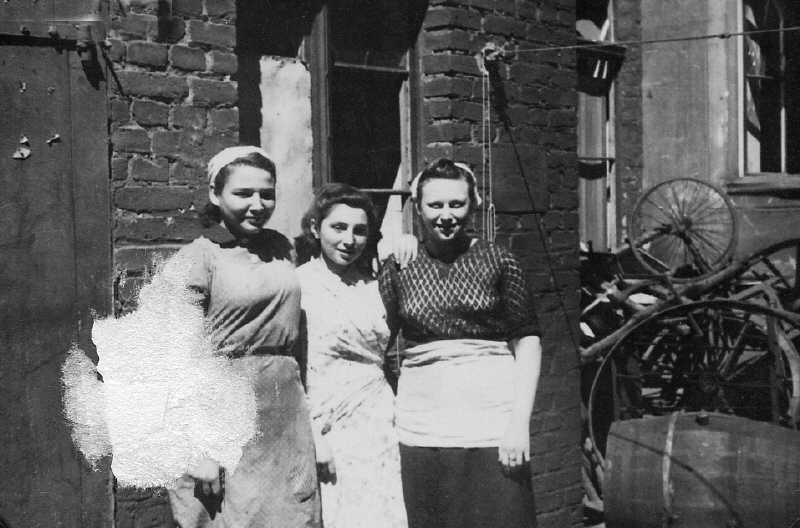
Blanchisseuses dans un kibboutz du mouvement Dror en 1946 à Szczecin
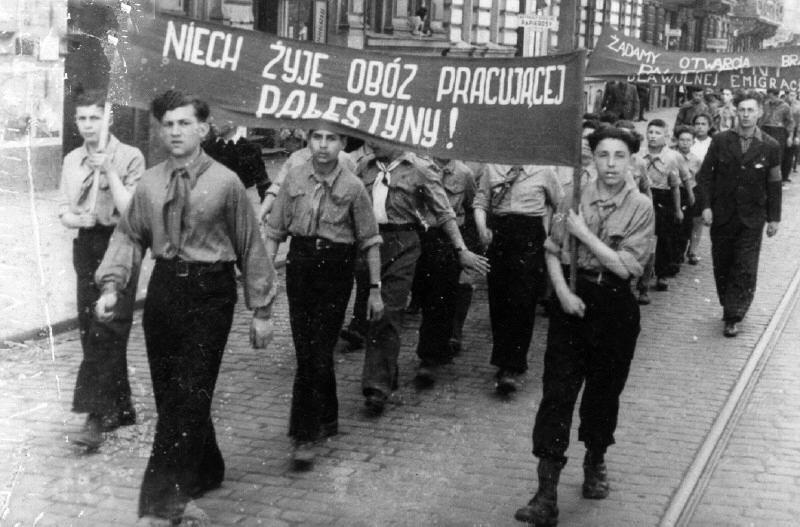
Le mouvement Dror défile le 1er mai avec une banderole Longue vie à la ligue ouvrière pour la Palestine

Émigration vers l'Europe de l'Ouest, les Amériques ou la Palestine

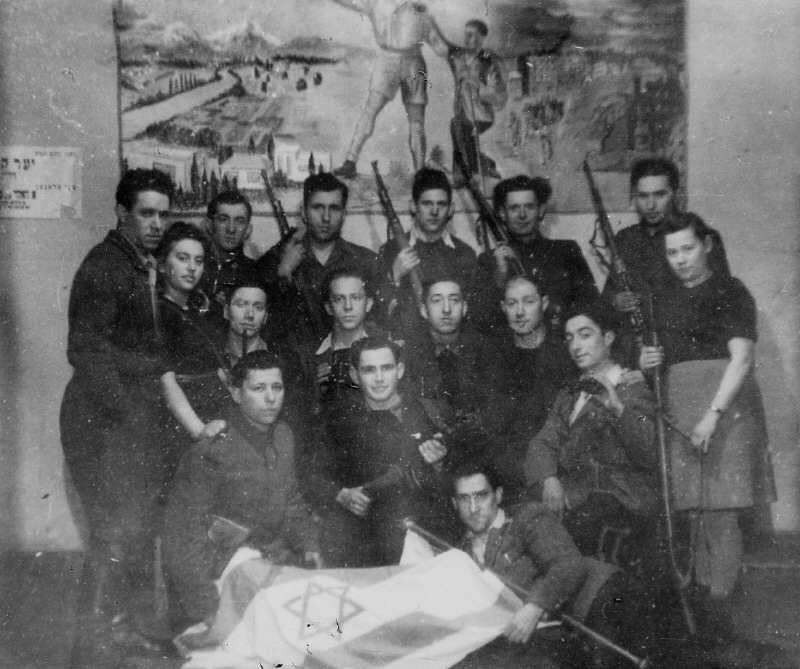
Membres armés de l'Irgoun pour escorter les survivants de la Shoa vers la Palestine
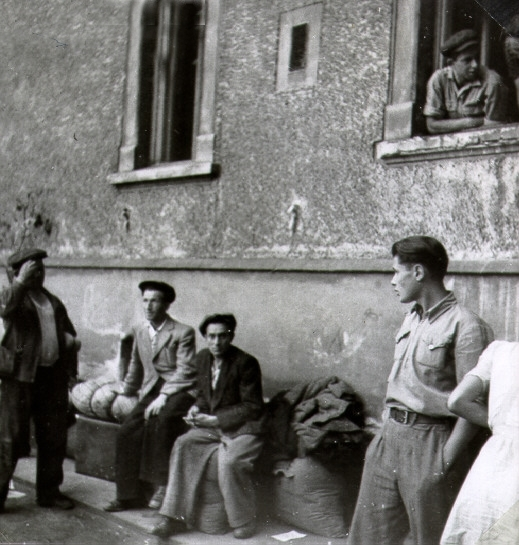
Rassemblement de Juifs en route pour la Palestine en 1946
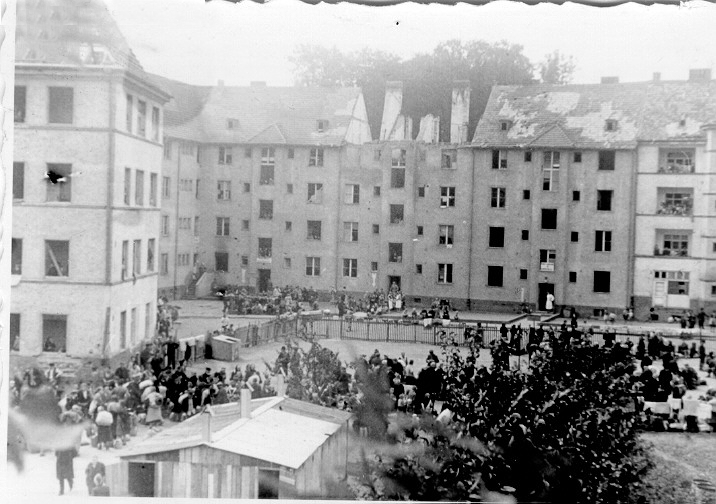
Point de rassemblement de Juifs avant leur départ pour l'Allemagne en décembre 1946
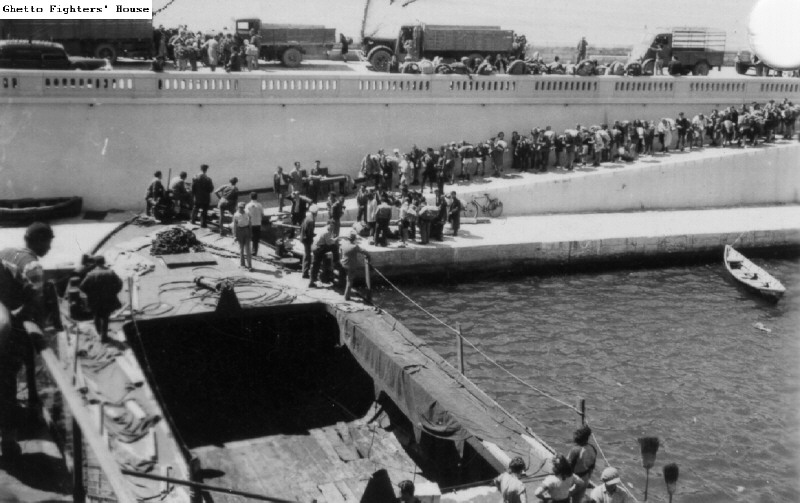
Quai du port de Szczecin – Les camions amènent les Juifs pour leur embarquement vers la Palestine

Vers les années 1949-1950, l'attitude des autorités envers la population juive change. La majorité des institutions et organisations juives sont liquidées, et les autorités poussent les sympathisants sionistes à émigrer en Israël. Il suffit alors de s'enregistrer et d'obtenir une autorisation. En octobre 1950, 2 500 personnes s'enregistrent et une majorité d'entre eux est autorisée à quitter la Pologne. Après cette vague d'émigration, près de 4 000 juifs restent à Szczecin. Une seconde vague d'émigration a lieu entre 1955 et janvier 1956, pendant laquelle 1 438 personnes s'enregistrent pour quitter la province de Szczecin. L'émigration atteint son maximum entre aout 1956 et octobre 1957 où 1 764 Juifs demandent à quitter la Pologne. À cette période, deux organisations juives sont toujours opérantes : la Związek Religijny Wyznania Mojżeszowego (Association religieuse du culte) , créée en aout 1949 par la communauté religieuse, et la Towarzystwa Społeczno-Kulturalnego Żydów (Association sociale et culturelle des Juifs) provenant de la fusion entre le Wojewódzkim Komitecie Żydów Polskich (WKŻP -  Comité provincial des Juifs de Pologne) et la Żydowskie Towarzystwo Kultury (ZTK – Association culturelle juive).  

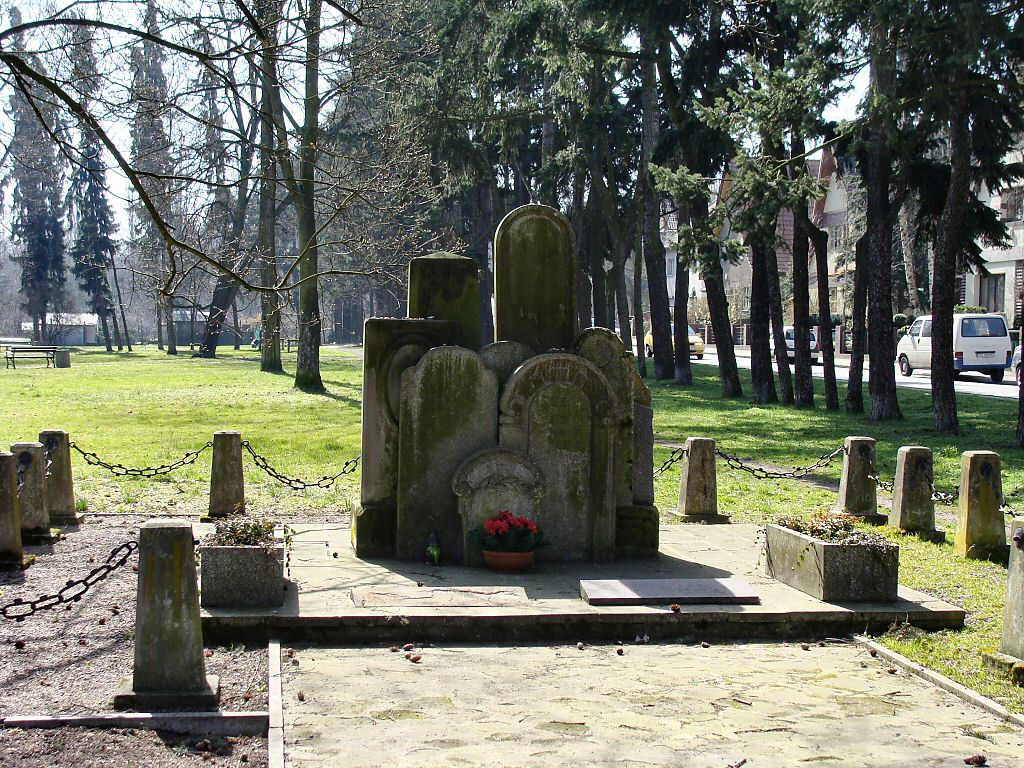
Mémorial de l'ancien cimetière juif de la rue Soplica

En 1946, le cimetière juif de Szczecin est remis à la garde de la communauté religieuse, mais avec interdiction d'y procéder à des enterrements. Cette décision est prise car la ville ne désire avoir qu'un seul cimetière, cependant au cours des années suivantes de nombreux défunts y sont illégalement enterrés. La ville décide de fermer officiellement le cimetière en 1962, et les Juifs reçoivent un emplacement pour leurs morts à l'intérieur du cimetière central de Szczecin, avec interdiction de clôturer le secteur et d'y élever une chambre funéraire. L'ancien cimetière juif est liquidé en 1982, et un parc urbain installé à la place. En 1988, un monument réalisé avec des matzevot (pierres tombales) est érigé en mémoire de la dernière demeure des Juifs de Szczecin. Une plaque en polonais indique: Tu znajdował się cmentarz żydowski od 1821 do 1962 r (Ici se trouvait le cimetière juif de 1821 à 1962).
En 1968, à la suite de violentes attaques antisémites initiées par les autorités et relayée dans la société civile polonaise, les Juifs prennent peur et décident en masse de quitter la Pologne. Entre 1968 et aout 1969, 699 Juifs de la voïvodie de Szczecin présentent une demande pour quitter la Pologne. Seuls 1 500 juifs restent dans la voïvodie. Dans Szczecin même, les écoles et organisations juives sont fermées. L'Association sociale et culturelle des Juifs ne rouvre qu'après 1971 Ce sont surtout les jeunes Juifs qui émigrent ne voyant plus aucun avenir pour eux en Pologne.
À présent malgré le faible nombre de Juifs à Szczecin, trois organisations sont actives: la Towarzystwie Społeczno-Kulturalnym Żydów (TSKŻ = Association sociale et culturelle juive) la plus importante avec 74 membres; la Stowarzyszeniu Żydów Kombatantów i Poszkodowanych w II Wojnie Światowej (Association des anciens combattants et victimes juifs de la Seconde Guerre mondiale) et la Gminie Wyznaniowej Żydowskiej (Communauté religieuse juive) dirigée par Mikolaj Rozen . La TSKŻ programme des évènements culturels pour intéresser ses membres et surtout la jeunesse qui n'est souvent pas très familière avec les traditions et la culture juive. Elle célèbre les fêtes juives ainsi que les anniversaires concernant Israël et organise des cours d'hébreu. Elle promeut aussi l'histoire des communautés juives en Poméranie et en Pologne. Un restaurant cacher sert environ 30 repas par jour.

## Évolution de la population juive
| Population juive à Szczecin, |                               |                 |                      |
| Année                        | Population totale de la ville | Nombre de Juifs | Pourcentage de Juifs |
| 1819                         | -                             | 126             | - %                  |
| 1820                         | 22 360                        | 106             | 0,5 %                |
| 1834                         | 33 500                        | 315             | 0,9 %                |
| 1843                         | -                             | 519             | - %                  |
| 1849                         | 44 104                        | 726             | 1,6 %                |
| 1852                         | ~52 000                       | 901             | ~1,7 %               |
| 1861                         | 58 487                        | 1 438           | 2,5 %                |
| 1871                         | ~72 000                       | 1 823           | ~2,5 %               |
| 1880                         | ~88 000                       | 2 338           | ~2,7 %               |
| 1895                         | -                             | 2 850           | - %                  |
| 1910                         | 236 113                       | 2 757           | 1,2 %                |
| 1925                         | 254 466                       | 1 615           | 0,6 %                |
| 1930                         | -                             | 2 703           | - %                  |
| 1932                         | 270 747                       | 2 630           | 1,0 %                |
| 1942                         | -                             | 79              | - %                  |
| 1946                         | -                             | 30 951          | - %                  |
| 1960                         | ~273 000                      | ~3 800          | ~1,4 %               |

## Personnalités juives nées à Szczecin
- Chava Alberstein (1947- ): chanteuse israélienne de musique folk
- Helga Deen (1925-1943): autrice d'un journal intime, déportée et assassinée à Sobibór
- Alfred Döblin (1878-1957): Médecin et écrivain allemand, se convertit au catholicisme pendant la Seconde Guerre mondiale
- Hugo Döblin (1876-1960): acteur allemand, frère du précédant, réfugié en Suisse pendant la guerre
- Oscar Hammerstein I (1846-1919): homme d'affaires américain, passionné d'opéra, il ouvre plusieurs salles à New York
- Leon Jessel (1871-1942): compositeur allemand d'opérettes et de musiques légères
- Julius Lessing (1843-1908): Historien d'art allemand, premier directeur du musée des Arts décoratifs de Berlin
- Julo Levin (1901-1943): peintre allemand expressionniste, assassiné à Auschwitz
- Rudolf Levy (1875-1944): peintre allemand expressionniste, assassiné à Auschwitz

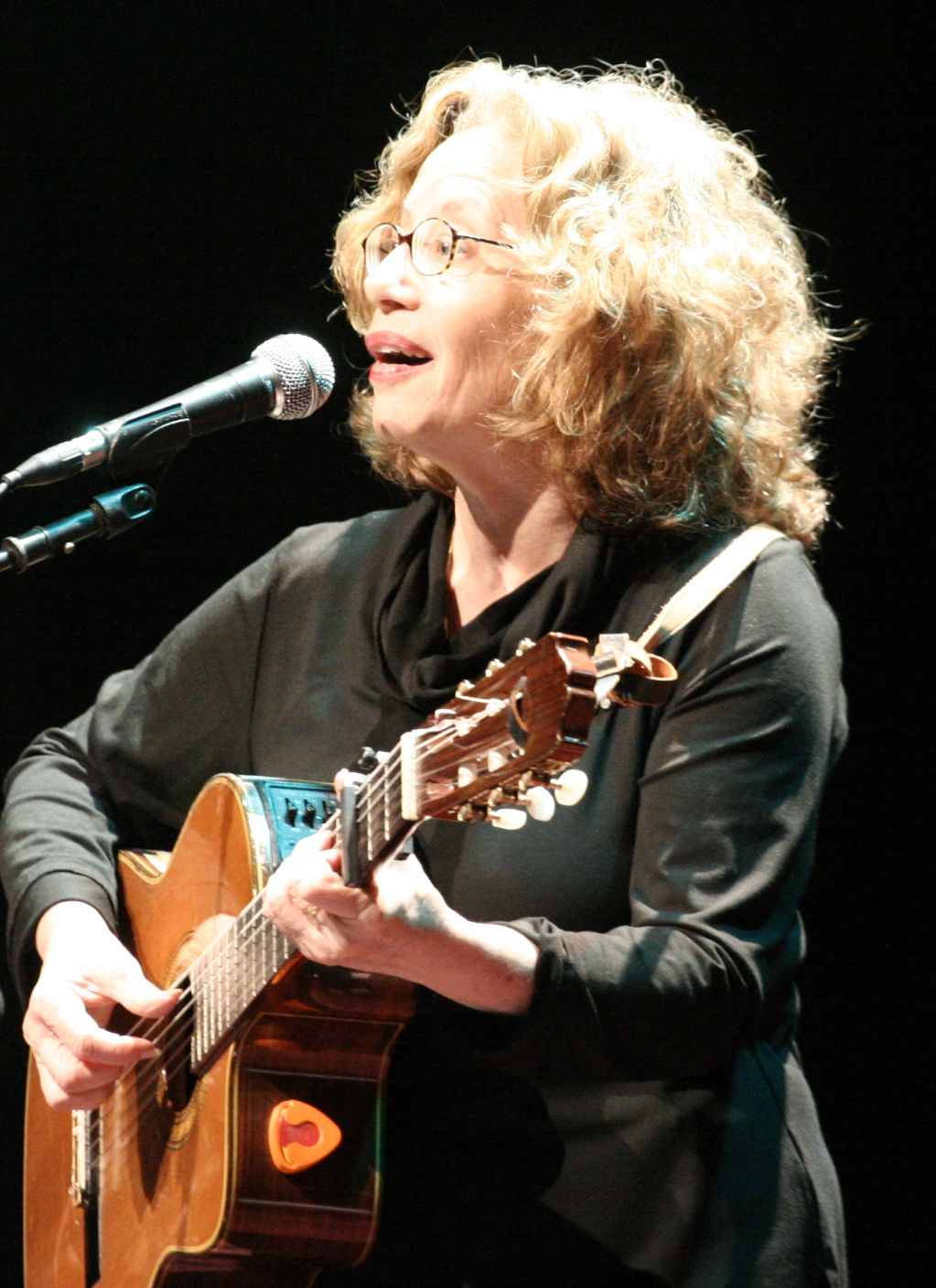
Chava Alberstein en concert en 2007
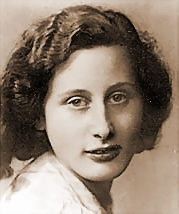
Helga Deen
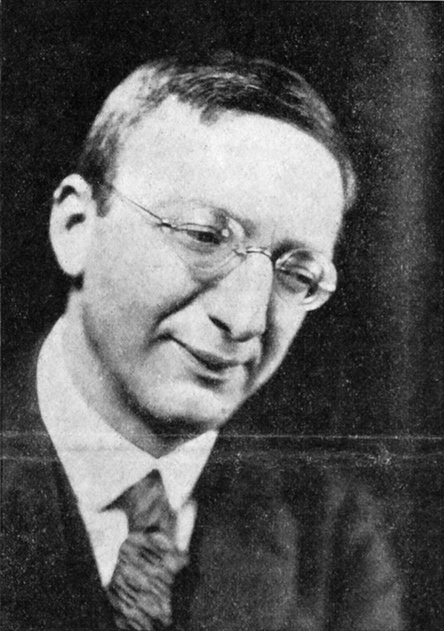
Alfred Döblin en 1930
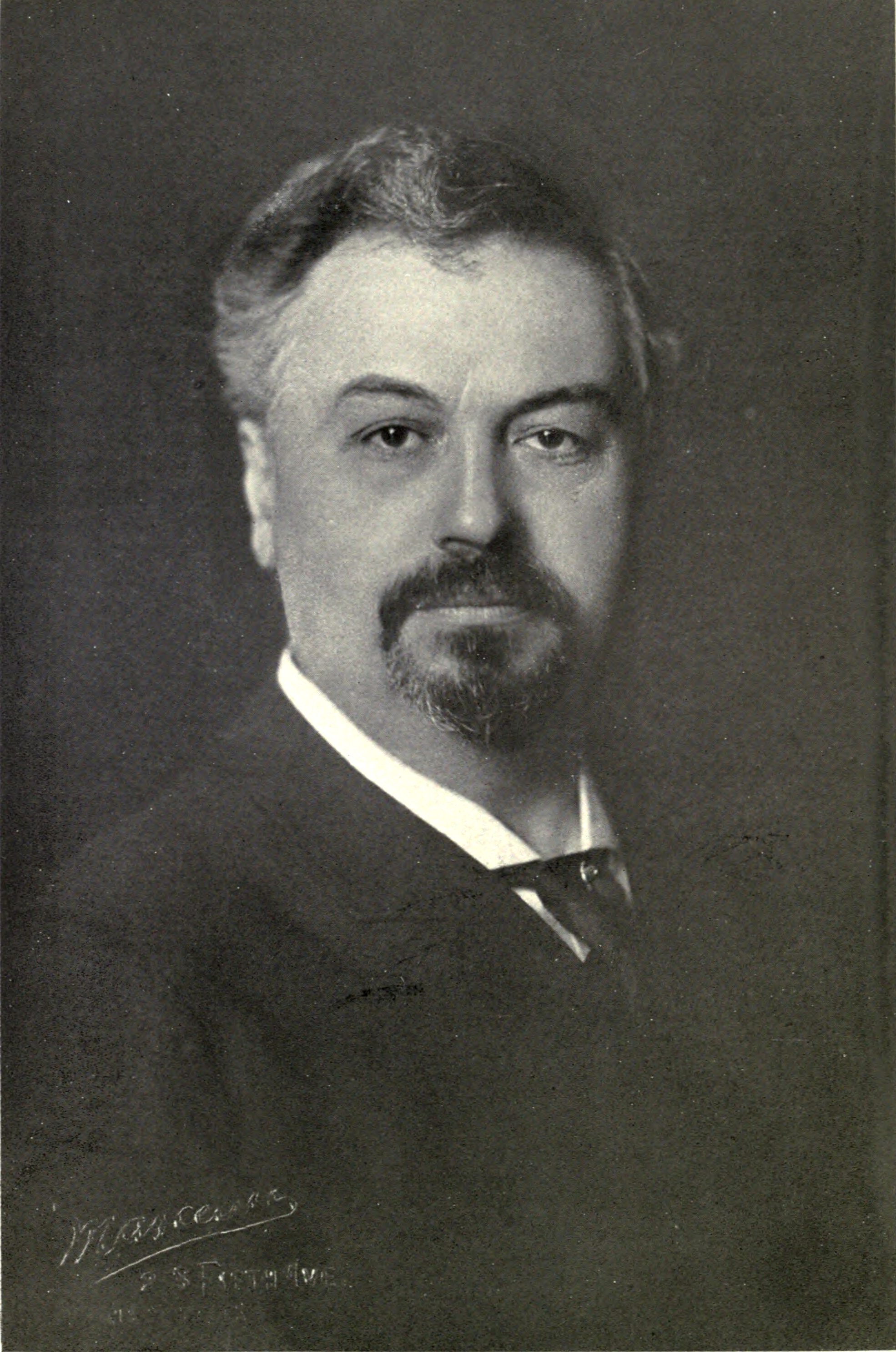
Oscar Hammerstein I vers 1906
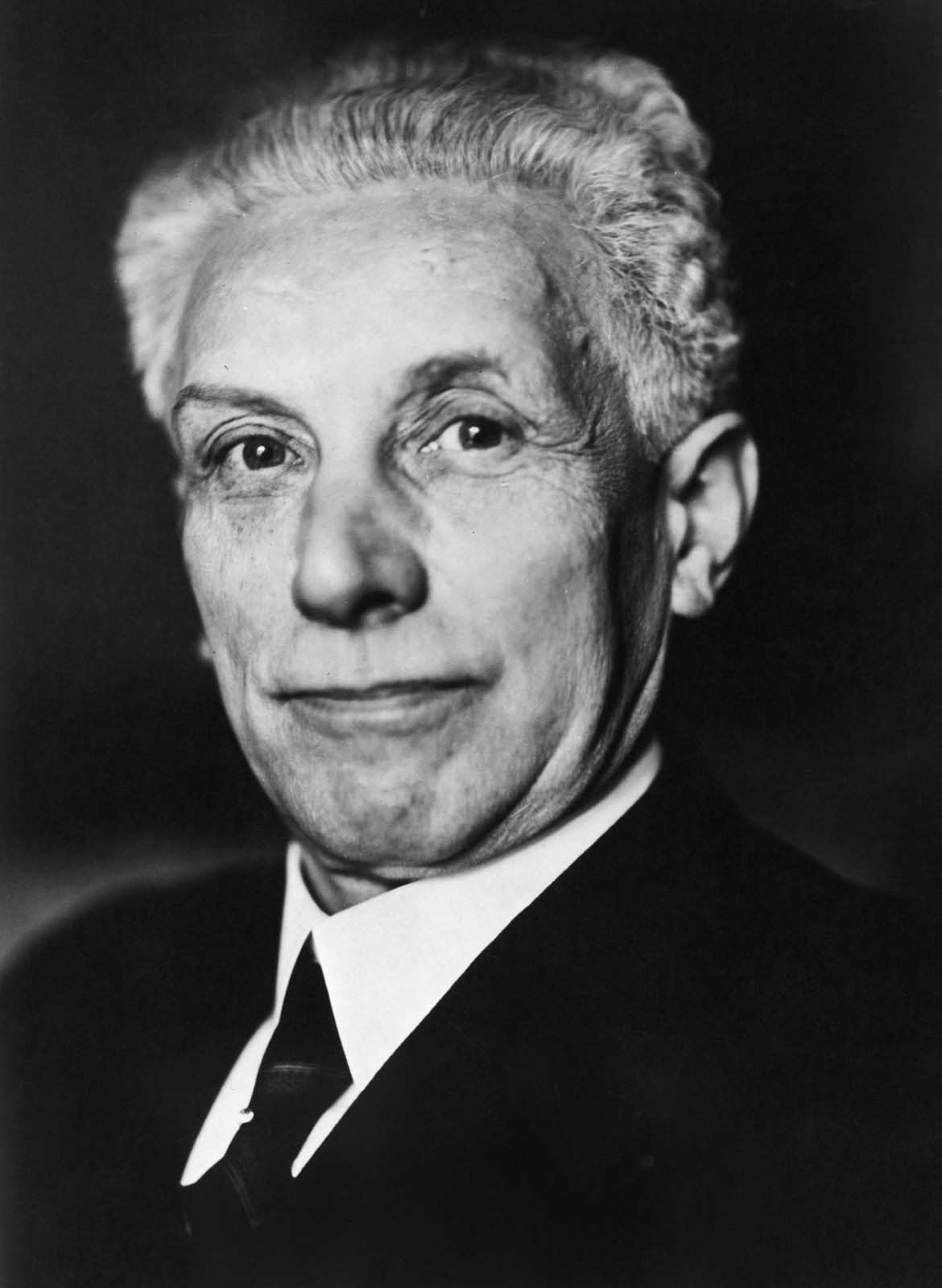
Leon Jessel vers 1933
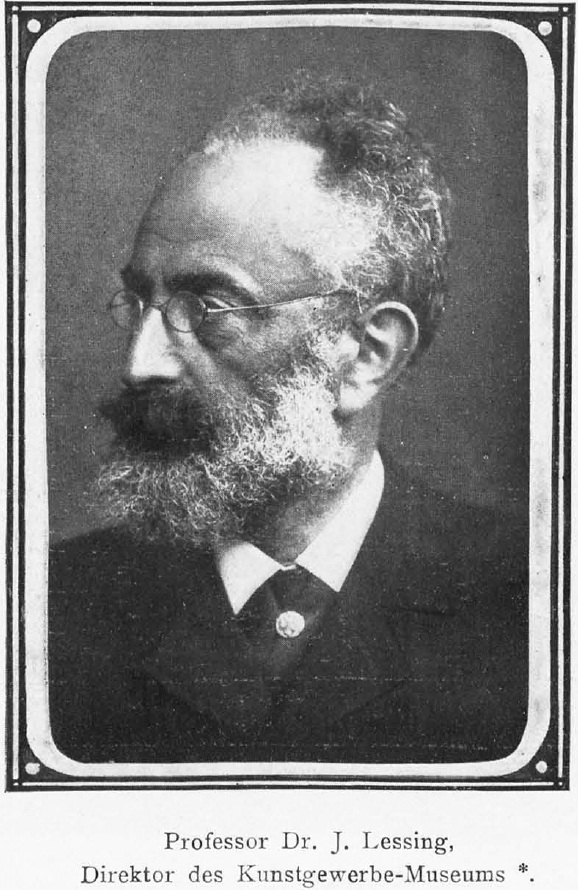
Julius Lessing en 1907
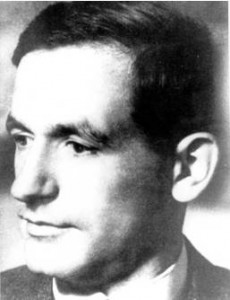
Julo Levin dans les années 1930
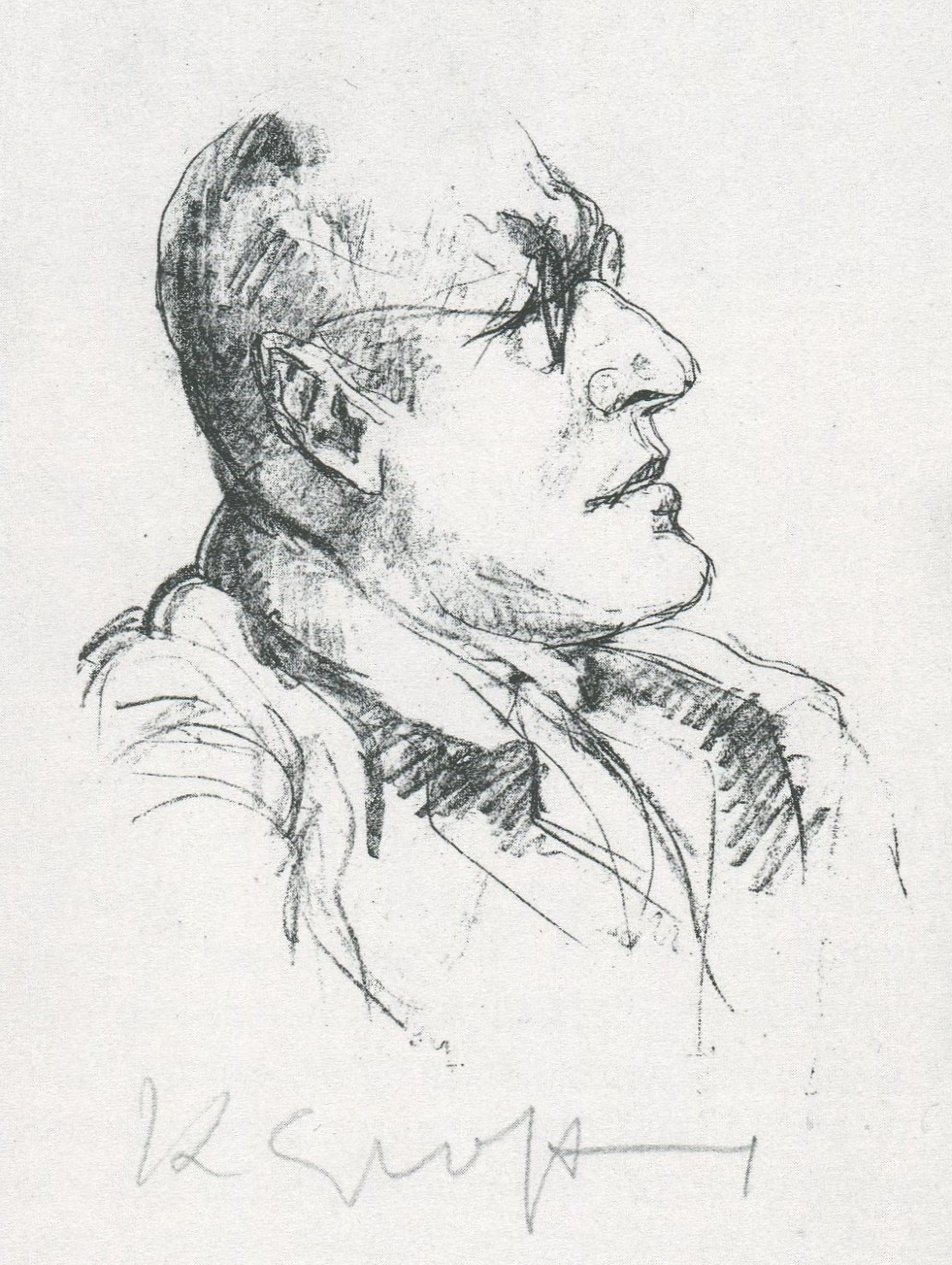
Rudolf Levy en 1922 peint par Rudolf Großmann